# 于拜河
于拜河（法語：Ubaye，法語發音：[ybaj]）是法國的河流，位於該國東南部，河道全長82.7公里，發源自科蒂安山，流經于拜河畔圣保罗、若西耶和巴瑟洛内特，河口處在拉布雷奥勒附近。

## 外部連結
- http://www.geoportail.fr（页面存档备份，存于）
- The Ubaye at the Sandre database